# Estación La Luisa

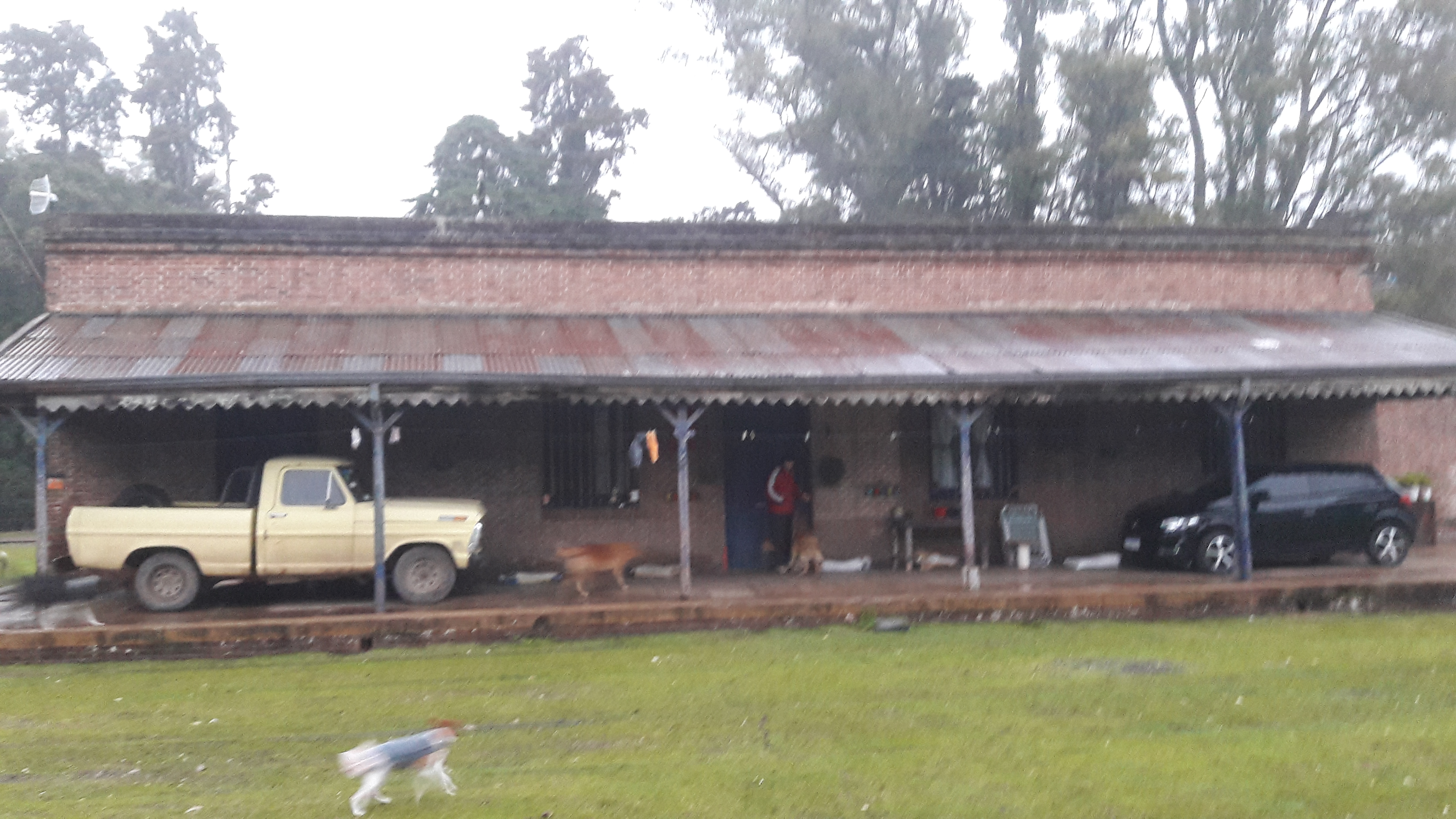
Estación

La Luisa es una estación ferroviaria ubicada en la localidad del mismo nombre, en el Partido de Capitán Sarmiento, Provincia de Buenos Aires, Argentina.

## Servicios
En 1992, dejan de correr los trenes de pasajeros.  Actualmente es operada por el NCA (Nuevo Central Argentino) pero los trenes de cargas no corren.
Actualmente no posee tráfico de trenes de ningún tipo, aunque los "Amigos del Ramal Victoria - Pergamino" circulan con zorras para preservación de la traza ferroviaria.

## Historia
La estación La Luisa fue inaugurada en 1882 junto con el ramal Victoria-Vagués-Pergamino, la misma pertenecía al Ferrocarril Mitre cuando el ferrocarril Mitre era operado por los Ferrocarriles Argentinos pasaban más de 50 trenes da cargas y de larga distancia hacia las provincias de Santa Fe y Córdoba

## Accidente
El 5 de enero de 1989 una formación compuesta por el coche motor FIAT 7131 que se dirigía a Venado Tuerto descarriló y desbarrancó en un puente entre La Luisa y Arrecifes, sin víctimas. El coche siniestrado se lo trasladó a La Luisa para ser cortado. La estación quedó sin servicio desde 1992. Actualmente los trenes de cargas corren a partir de Arrecifes pero su tránsito es escaso.
Actualmente en la estación se encuentran varios vagones de carga sin uso que han sido abandonados por la empresa NCA luego del descarrilamiento.